# Apostasia ramifera
Apostasia ramifera é uma espécie de orquídea terrestre, família Orchidaceae, que habita o Hainan.